# كمبدلر
قرية كمبدلر وهي قرية تتبع مدينة الدبس وتقع في محافظة كركوك شمال العراق.